# ガッポリ建設
ガッポリ建設（ガッポリけんせつ）は日本のお笑いコンビ。1997年に結成。

## 概要
- 一般的知名度は高くないが、芸人の間には人気がある元落語家の二人組。「ガッポリ一門」（後述）と言われる弟子を三人抱えており、その弟子たちの所属する事務所「ホームラン教室」を主宰している。
- 1997年3月に結成。当初はトリオだったが、2002年4月に一人脱退し、現在のコンビとなる。2003年4月からWAHAHA本舗内のWAHAHA商店に所属したが、2019年限りで小堀がマネジメント契約を解除されたため、現在は室田のみ所属。
- 近年は室田が愛知県を拠点にディレクター・アナウンサー業を中心に活動しているため、コンビとしての活動は行っていない。
- THE SECOND～漫才トーナメント～にはエントリーしているものの、毎回何らかの理由で棄権している。（2023年：小堀の急性胃腸炎のため。室田は会場に来ていた。       2024年：室田が新幹線を間違えて関西へ向かったため。小堀は会場に来ていた。                                           2025年：初めて2人揃ったが、小堀が緊張のため吐き気を催し、舞台に立てなかった。[1]室田は登壇してその旨を伝え、終演後に2人はロビーにて写真撮影などのファンサービスを敢行した。）
- キングオブコントには2025年エントリー、北海道予選に参加したものの一回戦で敗退した。

## メンバー
小堀 敏夫
（こぼり としお、1967年7月10日 - ）
群馬県伊勢崎市出身。
肩書きは「ガッポリ建設部長」。
身長177cm、体重78kg、O型。
地元の高校を卒業後、法律系の専門学校を経て、商社に就職をするも2年で退職。1992年に3代目三遊亭圓丈に入門し、「三遊亭ぐん丈」の高座名を名乗っていた。
2019年末にWAHAHA本舗からマネジメント契約を解除された。
埼玉県在住で、社長とのギャラ飲みとスロットを中心に収入を得ている。
2020年4月19日、ドキュメンタリー番組『ザ・ノンフィクション』（フジテレビ）にて、小堀の密着ドキュメント「52歳でクビになりました。～クズ芸人の生きる道～」が放送された。2025年にもその後が放送されている。
2021年11月9日、なかの芸能小劇場で、林家きく麿の企画・主催によるトークライブ「帰ってきたぐん丈～チルドレン集結～」開催。出演したのは、ぐん丈（小堀）と、一緒に前座時代を過ごした仲間、隅田川馬石・春風亭百栄・三遊亭窓輝・入船亭扇里・林家きく麿。それ以降にも年一回、当時の前座仲間と共演する会が開かれている。
室田 稔
（むろた みのる、1971年1月29日 - ）
栃木県出身。本名：林 龍太郎（はやし りゅうたろう）。
肩書きは「ガッポリ建設主任」。
身長185.5cm、体重88kg、A型。
5代目鈴々舎馬風に入門し、「鈴々舎たけ馬」「鈴々舎馬賀」「鈴々舎馬賀正」の高座名を名乗っていた。前座で名前が三回変わるという落語界の記録をもっている。
妻子あり。2013年に第一子長男が誕生。TBSチャンネル2『ナマイキ!あらびき団』には妻とのコンビ「室田夫妻」として出演。
稲沢シーエーティーヴィに就職、ディレクター・アナウンサーとして活動したが、芸人活動も継続した。
三重テレビ『Ｍieライブ』で「伊勢エビ蔵」としてもレギュラーコーナーを獲得。Vリーグに所属する「ヴィアティン三重」でスタジアムDJを務めた。
2021年から、三重テレビとBSよしもと共同制作『ビスケットブラザーズの行けばわかるさ！～三重街道中ひざくりげ～』で本名でディレクターを務め、出演もしている。
少年院にいた経験を持つ当時17歳の男性を稲沢CATVで採用。その経緯と過程にCBCテレビが密着、室田（本名で登場）が主要人物として登場するドキュメンタリー「盗るな撮れ～罪と少年とケーブルTV～」は、2024年度のギャラクシー賞テレビ部門奨励賞、日本民間放送連盟賞テレビ教養部門優秀賞を受賞した。
2023年9月、本名の林龍太郎名義で稲沢市議会議員選挙に出馬したが、416票（定員26名、30人中29位）で落選。その後、再生の道のエントリーに応募したが一次選考で落選になったことを報告した。
2025年4月20日付で稲沢CATVを退社。独立して「ワハハ本舗」のエンタメ部門として半田市に「株式会社とれたて堂」を立ち上げた。

## 芸風
- 基本的な衣装は、前に「ガッポリ建設」と書かれたランニングシャツに、「○の中にガ」のマークが入ったヘルメット。下の作業着は小堀が青、室田が赤のものをそれぞれ着ている。

- 演じるのは漫才やショートコントなど。色々な大人の行動をネタにしたコントや、「30秒で笑わせるコント」などがある。
- ネタの始めにフリートークから入ることが多く、ネタのテーマに行くまでのトークが長いこともある。
- 終わりに「3、2、1! ガッポリ、ガッポリ!」と言うことがある。

## 来歴
- 渋谷駅のハチ公像前、横浜駅西口の相鉄ジョイナス前などで路上ライブを行っており、ABCプロモーションに所属するきっかけにもなった[2]。
- 2004年8月21日～22日に放送された『24時間テレビ 「愛は地球を救う」』（日本テレビ）で芸人100組の中から優勝して武道館でサライを歌う。サライの意味はというクイズに「人サライ」と答え大問題を起こした事がある。
- 2009年度の第2回お笑い全日本カップで優勝。
- バラエティ番組『あらびき団』（TBSテレビ）『キャラ☆キング』（テレビ朝日）などで、全身ジャイアントパンダの着ぐるみでパンダーズとして出演することがある。ここでは、動物園のパンダ舎でのジャイアントパンダの生態を模した芸と動きを演じているが、時々、ただ横になっているだけということがあり、『あらびき団』で東野幸治に「やる気ないな～」と言われたこともある。
  - パンダーズとして宇都宮動物園から「子供に人気が出そうだから」という理由で営業の仕事が来たことがあり、特設のパンダ舎の中でパンダになりきって動くというものだった。この模様は『あらびき団』の2008年9月3日放送の回で紹介されたが、大人にはウケていたものの子供には不評だったというものだった。
  - パンダのメスを出したいということから、2009年5月20日放送の回では室田の妻も出演した。
  - 「パンダーズだけでは出られない」という理由からU字工事やエリック・ワイナイナも一緒に出演したことがある。
  - 2011年2月21日、上野動物園にパンダの「ビーリー」と「シィエンニュ」が来日した際､二人が動物園に見に行った時の様子が各メディアで取り上げられた。
- 同じWAHAHA本舗所属の猫ひろしや松竹芸能の安田大サーカスの団長や吉本興業のレギュラーとは旧知の仲である。

ガッポリ一門と言われる弟子は次の通り。全員が事務所「ホームラン教室」に所属。
- 一番弟子 – 魔法使い太郎ちゃん
- 二番弟子 – ポンちゃん人形
- 三番弟子 – ☆ぴょんぴょん☆

一時期ロッキーひだおも弟子にいた。一門にいた当時の芸名は「うっかり六兵衛」。

## 出演

### テレビ
- ショムニ・第2シリーズ（フジテレビ）
- 電車男（フジテレビ）
- 演歌の女王（日本テレビ）
- ラブ・ジャッジ（TBSテレビ）
- エンタの神様（日本テレビ） - キャッチコピーは「入魂の一発芸」
- 24時間テレビ「愛は地球を救う」（日本テレビ）
- THE占い（2005年6月4日、テレビ東京） - 第5回
- ストリートファイターズ（テレビ朝日） - 「路上の不良債権」と紹介された。
- お笑い登龍門 ガッハ（フジテレビ721） - 第13回
- お台場お笑い道・3rdシーズン（フジテレビ721） - 2008年2月24日
- 『ぷっ』すま（2007年、テレビ朝日） - 「芸人リアル神経衰弱」で出演
- お笑いTV「ニコニコ笑い汁」（MONDO21）
- 大笑点 （日本テレビ） - サバイバル大喜利 笑点への道に出演
- あらびき団（2008年5月14日、2008年6月18日、2008年9月3日、TBSテレビ） - いずれもパンダーズとして出演
- キャラ☆キング（テレビ朝日）
第1回ではパンダーズとして7位、第2回では「イチオシ!キャラ☆コレクション」に同じくパンダーズとして出演。
- ワハハ本舗の地球で1番おもしろいTV（テレ朝チャンネル）
- イツザイ（テレビ東京）
2008年10月11日の「インディーズ芸人オーディション」に「ミノ アンド トシ」の名前で出演、キャッチコピーは「笑いのゼネコン」。なお、このコーナーには一門の弟子は全員出演している他、室田の妻も10月4日放送の回に出演してバナナマン日村、イルカの物真似（顔真似）などを披露していた。
- 笑いの祭典 ゴールドステージ!!（2008年11月6日、日本テレビ） - モクスペ枠「ダッシュステージ」（1分）のパートにパンダーズとして出演
- ザ・ノンフィクション（フジテレビ）
  - 52歳でクビになりました。～クズ芸人の生きる道～（2020年4月19日）
  - クズ芸人の生きる道 ～57歳 婚活始めます～（2025年1月5日）
- 水曜日のダウンタウン（2023年9月20日、TBSテレビ）- 小堀のみ
- Mieライブ（三重テレビ）- 室田のみ
- ビスケットブラザーズの行けばわかるさ！～三重街道中ひざくりげ～（三重テレビ、BSよしもと）- 室田のみ
- 盗るな撮れ～罪と少年とケーブルTV～（CBCテレビ） - 室田のみ
- クロナダル（2025年2月10日、テレビ朝日）

### ラジオ
- テリー伊藤のってけラジオ（ニッポン放送）
- ガッポリ建設のチャレンジ2002（FM群馬）
- 路上魂（BAY FM）
- ガッポリ建設の心の扉はオートロック（インターネットラジオNyabi）

### 映画
- 富江 replay（2000年2月11日公開）
- 自殺サークル（2002年3月9日公開）
- 冬の幽霊たち（2004年公開）
- 遊星王子2021（2021年公開）- 小堀のみ

### ライブ
- 東京ビタミン寄席
- お笑い新宿スタジオアルタライブ
- ラ・ママ新人コント大会
- 倉庫の二階 興行
  - 2005年9月「コント、その深い味わい」
  - 2006年4月「とてもラテン」
  - 2007年6月17日「エイムズの部屋」

他